# Swetlana Petrowna Gorjatschewa

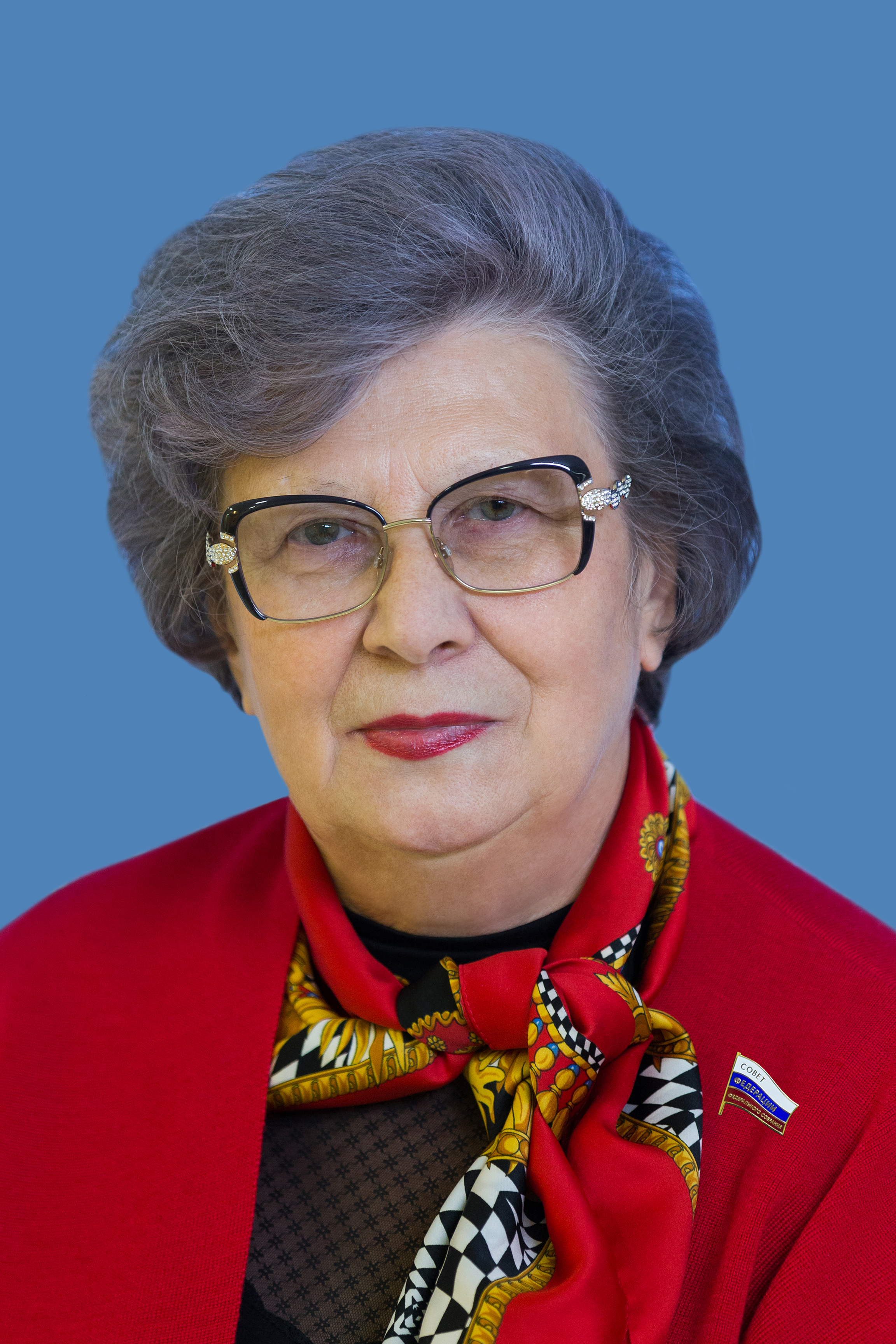
Swetlana Petrowna Gorjatschewa

Swetlana Petrowna Gorjatschewa, geboren Besdetko, (russisch Светлана Петровна Горячева, урожд. Бездетко; * 3. Juni 1947 in der Siedlung Rissowy, Rajon Anutschino, Region Primorje) ist eine sowjetische bzw. russische Juristin und Politikerin.

## Leben
Gorjatschewa, Älteste der fünf Kinder eines Försters, begann 1965 als Hilfskraft zu arbeiten, um nach kurzer Zeit in Arsenjew Buchhalterin in einem Forstbetrieb zu werden und als Monteurin in einem Maschinenbaubetrieb zu arbeiten. 1967 wurde sie Kassiererin und künstlerische Gestalterin im Kino Kosmos.
Im dritten Versuch gelang Gorjatschewa in Wladiwostok die Zulassung zum Studium an der Staatlichen Fernost-Universität in der Juristischen Fakultät, an der sie das Studium 1974 abschloss.
Von 1974 bis 1976 war Gorjatschewa in Wladiwostok Beraterin der Justiz-Abteilung des Exekutivkomitees des Rats der Volksdeputierten der Region Primorje. Darauf war sie Staatsanwältin der Abteilung für allgemeine Überwachung der Staatsanwaltschaft der Region Primorje. Sie wurde 1986 Staatsanwältin der Interrajon-Naturschutz-Staatsanwaltschaft der Region Primorje und 1991 Vizestaatsanwältin der Stadt Wladiwostok (bis 1995).
Im März 1990 war Gorjatschewa in den Kongress der Volksdeputierten der RSFSR gewählt worden, wo sie sich der Fraktion Rossija anschloss (seit 1987 war sie Mitglied der KPdSU). In der ersten Sitzung des Volksdeputiertenkongresses wurde sie am 1. Juni 1990 auf Vorschlag des Vorsitzenden des Obersten Sowjets der RSFSR Boris Jelzin zur Vizevorsitzenden des Obersten Sowjets gewählt. Im Herbst 1990 geriet sie in Opposition zu Jelzin und Ruslan Chasbulatow, 1. Vizevorsitzender des Obersten Sowjets und nun auch Mitglied des Volksdeputiertenkongresses,  zusammen mit dem Vizevorsitzenden des Obersten Sowjets Boris Issajew und den Vorsitzenden beider Kammern Wladimir Issakow und Ramasan Abdulatipow und deren Vertretern Alexander Weschnjakow und Witali Syrowatko. Mit ihnen unterschrieb sie den sogenannten Brief der Sechs mit scharfer Kritik an Jelzins Arbeit. Am 21. Februar 1991 trat sie mit dieser Erklärung in der Sitzung des Oberste Sowjets auf. Im März 1991 in der 3. Sitzung des Volksdeputiertenkongresses der RSFSR wandte sie sich gegen zusätzliche Machtbefugnisse Jelzins. Im Oktober 1991 nach der Wahl Chasbulatows zum Vorsitzenden des Obersten Sowjets legte sie ihr Amt nieder wegen Nichtübereinstimmung mit dessen Politik. Darauf war sie Mitglied des Komitees für Fragen der Ökologie und rationellen Nutzung der Natürlichen Ressourcen. Sie schloss sich 1992 der Front der Nationalen Rettung an (bis 1993).
Im Februar 1993 nahm Gorjatschewa am II. Kongress der neuen Kommunistischen Partei der Russischen Föderation (KPRF) teil und wurde am 14. Februar 1993 zur Vizevorsitzenden des Zentralexekutivkomitees der KPRF gewählt (bis 20, Januar 1995).
Im September 1993 trat Gorjatschewa gegen die von Jelzin beabsichtigte Auflösung des Obersten Sowjets auf und nahm an der 10. außerordentlichen Sitzung des Volksdeputiertenkongresses und Treffen zur Verteidigung des Parlaments teil. Sie hielt sich im Weißen Haus auf bis zum Sturm einer Jelzin-treuen Truppe auf das Weiße Haus am 4. Oktober 1993. Nach ihren Worten hatte sie sich an diesem Tag dort russisch-orthodox taufen lassen. Nach dem Verlassen des Weißen Hauses hielt sie sich mit einer Deputiertengruppe vom 4. bis 5. Oktober in einer Kommunalka auf, wo sie von Omonowzen geschlagen wurde. Noch im selben Jahr nahm sie an den Wahlen zur Staatsduma der Russischen Föderation teil als eine der Führerinnen der oppositionellen Wählervereinigung Rossijski obschtschenationalny cojus (Russische Nationale Union), die aber nicht in die Duma kam.
Bei der Duma-Wahl 1995 kam Gorjatschewa auf der Liste der KPRF in die Duma und wurde zur Vizevorsitzenden der Duma gewählt. Nach der Wahl 1999 war sie wieder KPRF-Abgeordnete und war nun Vorsitzende des Komitees für Frauen, Familie und Jugend.
Als im Mai 2002 die Duma-Fraktionen die Verteilung der Führungspositionen änderte zu Lasten der KPRF, folgte Gorjatschewa nicht der Aufforderung der KPRF, den Komiteevorsitz aufzugeben, worauf sie aus der Partei ausgeschlossen wurde.
Bei den Duma-Wahlen 2007 und 2011 kam Gorjatschewa auf der Liste der Partei Gerechtes Russland in die Duma. Ende 2012 setzte sie sich für ein Verbot der Adoption russischer Kinder durch US-Bürger ein.
Am 22. September 2014 wurde Gorjatschewa vom Gouverneur der Region Primorje Wladimir Mikluschewski zum Mitglied des Föderationsrats ernannt. Sie ist dort 1. Vizevorsitzende des Ausschusses für Regelung und Ordnung der parlamentarischen Tätigkeit. Der neue Gouverneur Oleg Koschemjako bestätigte sie 2018.
Nach dem Russischen Überfall auf die Ukraine kam Gorjatschewa am 9. März 2022 auf die Sanktionsliste aller Länder der Europäischen Union wegen ihrer Zustimmung zur Ratifikation der Freundschaftsverträge mit den Volksrepubliken
Lugansk und Donezk. Es folgten Großbritannien (15. März), die Schweiz (16. März), Australien (21. März), Kanada (23. März), die USA (30. September) und die Ukraine (7. Oktober).
Gorjatschewa ist verheiratet. Ihr Sohn Jaroslaw ist Jurist.

## Ehrungen, Preise
- Orden der Ehre (Russland) (2013)[11]